# Фигейро-душ-Виньюш
Фигейро́-душ-Ви́ньюш (порт.  Figueiró dos Vinhos; португальское произношение: [figɐi'ɾɔ duʃ 'viɲuʃ]) — посёлок городского типа в Португалии, центр одноимённого муниципалитета в составе округа Лейрия. Численность населения — 6,2 тыс. жителей (посёлок), 7 тыс. жителей (муниципалитет). Посёлок и муниципалитет входит в экономико-статистический регион Центр и субрегион Пиньял-Интериор-Норте. По старому административному делению входил в провинцию Бейра-Литорал.
Покровителем посёлка считается Иоанн Креститель (порт. João Baptista).
Праздник посёлка — 24 июня.

## Расположение
| Yandex.Maps |

Посёлок расположен в 47 км на северо-восток от адм. центра округа города Лейрия.
Муниципалитет граничит:
- на севере — муниципалитет Лозан
- на востоке — муниципалитеты Каштаньейра-де-Пера, Педроган-Гранде
- на юго-востоке — муниципалитет Сертан
- на юге — муниципалитет Феррейра-ду-Зезере
- на западе — муниципалитеты Алвайазере, Ансьян, Пенела
- на северо-западе — муниципалитет Миранда-ду-Корву

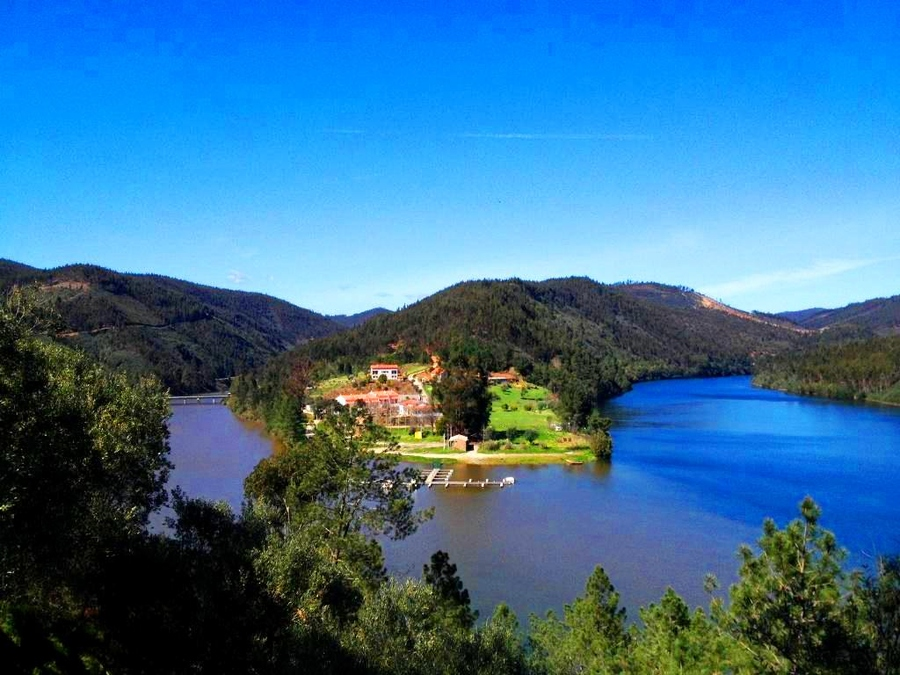
Пейзаж местности.

## Население
| Население муниципалитета Фигейро-душ-Виньюш (1801—2004) | Население муниципалитета Фигейро-душ-Виньюш (1801—2004) | Население муниципалитета Фигейро-душ-Виньюш (1801—2004) | Население муниципалитета Фигейро-душ-Виньюш (1801—2004) | Население муниципалитета Фигейро-душ-Виньюш (1801—2004) | Население муниципалитета Фигейро-душ-Виньюш (1801—2004) | Население муниципалитета Фигейро-душ-Виньюш (1801—2004) | Население муниципалитета Фигейро-душ-Виньюш (1801—2004) | Население муниципалитета Фигейро-душ-Виньюш (1801—2004) |
| ------------------------------------------------------- | ------------------------------------------------------- | ------------------------------------------------------- | ------------------------------------------------------- | ------------------------------------------------------- | ------------------------------------------------------- | ------------------------------------------------------- | ------------------------------------------------------- | ------------------------------------------------------- |
| 1801                                                    | 1849                                                    | 1900                                                    | 1930                                                    | 1960                                                    | 1981                                                    | 1991                                                    | 2001                                                    | 2004                                                    |
| 2430                                                    | 5068                                                    | 9702                                                    | 10 699                                                  | 11 545                                                  | 8754                                                    | 8012                                                    | 7352                                                    | 7080                                                    |

## История
Посёлок основан в 1204 году.

## Районы
В муниципалитет входят следующие районы:
1. Агуда
2. Арега
3. Байррадаш
4. Кампелу
5. Фигейро-душ-Виньюш